# Дильшнайдер, Дмитрий Александрович
Дмитрий Александрович Дильшнайдер (род. 1981, Новосибирск, Новосибирская область, РСФСР, СССР) — российский серийный убийца и грабитель.

## Биография

### Ранние годы
Дмитрий Дильшнайдер родился в Новосибирске в 1981 году. Рос в социально неблагополучной обстановке. В подростковые годы посещал секцию по боксу, но не достиг на спортивном поприще успехов, вследствие чего после окончания школы начал вести криминальный образ жизни. В 1998 году был дважды судим за кражи, мошенничество и вымогательство, но в обоих случаях получил условный срок. В 2000 году был вновь осуждён и приговорён к 7 годам 8 месяцам лишения свободы за кражу и разбой. Срок отсидел полностью, выйдя на свободу в марте 2007 года. На воле Дильшнайдер стал принимать наркотические средства. Испытывая проблемы с материальным положением и трудоустройством и страдая наркотической зависимостью, Дильшнайдер решил зарабатывать преступным путём.

### Убийства
В ноябре—декабре 2007 года Дильшнайдер совершил 11 разбойных нападений и два грабежа, пять из которых закончились убийствами. В качестве жертв он выбирал людей, достигших пенсионного возраста, которые подвержены большой виктимности и в силу своего состояния здоровья не способны оказать активное сопротивление. Преступления совершал по одной и той же схеме с промежутком в один или несколько дней. В вечернее время суток Дильшнайдер выискивал пожилых женщин и мужчин на улице или возле магазинов и сберкасс и начинал преследовать их, после чего нападал на жертв в подъездах многоквартирных домов, нанося удары молотком и забирая ценности. Впоследствии добычи от подобных разбоев ему показалось мало, и он начал заходить с пенсионерами в их квартиры, нападая после того, как они откроют дверь своим ключом. Из жилищ похищал деньги, ювелирные изделия, мобильные телефоны и бытовую технику. Награбленное сбывал, а на вырученные деньги покупал наркотики. В некоторых эпизодах помимо молотка в качестве орудия преступлений использовал отвёртку. Выжившие жертвы нападения, получившие травмы головы, зачастую ничего не помнили.

### Арест, следствие и суд
Серия преступлений вызвала общественный резонанс, и для её расследования была сформирована следственно-оперативная группа, члены которой ежедневно организовывали дежурство в «излюбленных» местах преступника. В начале декабря 2007 года Дильшнайдер был задержан. Он привлёк внимания оперативников своим подозрительным поведением: мужчина провожал проходивших мимо стариков взглядом, озирался по сторонам и нёс в руках чёрную сумку. В ходе осмотра личных вещей у него были обнаружены молоток, плоскогубцы и перчатки, а также карту города, разбитую на квадраты, на которой были сделаны пометки, совпадавшие с адресами убитых пенсионеров. Поначалу Дильшнайдер отпирался, заявляя что найденные при нём инструменты он использует для выполнения электромонтажных работ на дому, а пометки на карте это адреса его клиентов, но вскоре он признался в совершённом и написал явку с повинной по 11 эпизодам преступлений. По итогам следствия Дильшнайдеру инкриминировались статья 105 п.п. "а", "з", статья 162 ч.1, ч. 3, ч. 4 п. "в", статья 161 ч.2 п. "г". Судебно-психиатрическая экспертизой был признан вменяемым. В ноябре 2008 года уголовное дело поступило в суд. 21 мая 2009 года Новосибирский областной суд признал Дмитрия Дильшнайдера виновным по всем пунктам обвинения и назначил ему уголовное наказание в виде пожизненного лишения свободы в колонии особого режима. Дильшнайдер подал кассационную жалобу с просьбой смягчить наказание, но вскоре Верховный суд РФ отклонил её и оставил приговор без изменения.

### В заключении
После осуждения Дильшнайдер был этапирован в исправительную колонию № 56 Управления Федеральной службы исполнения наказаний по Свердловской области, более известную как «Чёрный беркут». В 2017 году он был переведён в исправительную колонию № 6 Управления Федеральной службы исполнения наказаний по Хабаровскому краю, более известную как «Снежинка». В заключении Дильшнайдер увлёкся изучением уголовно-процессуального кодекса и статей о конституционных правах граждан, и на протяжении многих лет он неоднократно подавал в различные инстанции иски, жалобы и ходатайства. В частности, он подавал апелляционные жалобы в Кировский районный суд Новосибирска за нарушение условий содержания в «Снежинке», требуя моральные компенсации за холодное питание, прогулки в тёмное время суток, не вовремя выданную бандероль и т.д, и несколько раз выигрывал их. Согласно тюремной характеристике, Дильшнайдер склонен к побегу и нападению, в период содержания в «Чёрном беркуте» он неоднократно нарушал режим и подвергался дисциплинарным взысканиям, попадая в ШИЗО.